# Edmund Bercker
Edmund Bercker (* 29. Juni 1936 in Kevelaer; † 3. Februar 2024) war ein deutscher Philologe und Verleger.

## Leben
Bercker wurde 1967 an der Eberhard Karls Universität Tübingen als Philologe mit der Dissertation Kirchen-, Kapellen- und Altarpatrozinien im Kreis Sigmaringen promoviert. Er trat 1966 in den Verlag Butzon & Bercker ein, der von seinem Großvater Franz Hermann Bercker gegründet und von seinem Vater Edmund Bercker weitergeführt worden war. 1970 wurde er dort Geschäftsleiter.
Von 1975 bis 1980 war er Vorsitzender des Verbandes Katholischer Verleger und Buchhändler (ab 1969 Mitglied; langjähriges Vorstandsmitglied). Er war Mitglied der Publizistischen Kommissionen der Deutschen Bischofskonferenz, des Zentralkomitees der deutschen Katholiken und der Katholischen Medienverbandes. Er war Mitglied der CDU und stellvertretender Bürgermeister von Kevelaer.
Bercker war verheiratet und hatte vier Kinder. Sein dritter Sohn Markus Bercker leitet das Unternehmen in der 5. Generation.

## Auszeichnungen
- 2001: Goldenes Ehrenzeichen für Verdienste um die Republik Österreich
- 2009: Gregoriusorden[4]